# Graphe sans triangle
En théorie des graphes, un graphe sans triangle est un graphe qui ne possède pas de triplet d'arêtes formant un triangle.

## Propriété mathématiques

### Théorie de Ramsey
Le théorème de Mantel, cas particulier du théorème de Turán, est : 

Le nombre maximal d'arêtes dans un graphe sans triangle est {\displaystyle \lfloor n^{2}/4\rfloor .}

### Propriétés en tant que famille
La famille des graphes sans triangle, contient notamment les graphes acycliques et est contenue dans les graphes sans diamant.

## Reconnaissance
Les graphes sans triangle peuvent être reconnus en temps {\displaystyle O(m^{1,41})}, où  {\displaystyle m} est le nombre d'arêtes. 
De façon plus générale, on peut reconnaître les graphes n'ayant pas de cycles d'une certaine longueur (fixé dans l'algorithme), en temps {\displaystyle O(nm)} (avec {\displaystyle n} le nombre de sommets) ou en temps {\displaystyle O(n^{\omega }\log(n))}.

4-coloration du graphe de Grötzsch.

Le problème est aussi étudié dans le domaine du test de propriété.

## Coloration
Le théorème de Grötzsch établit que tout graphe planaire sans triangle possède une 3-coloration, selon les définitions de la coloration de graphe.
Le plus petit graphe sans triangle de nombre chromatique supérieur ou égal à 4 est le graphe de Grötzsch (illustration).